# Wildside
WildSide war eine US-amerikanische Metal-Band aus Los Angeles, Kalifornien, die in den 1990er Jahren kurzzeitige Bekanntheit erlangte.

## Geschichte

### Die Vorgeschichte
WildSide wurden 1988 in der Hochzeit des Hair Metal unter dem Namen Young Gunns von Gitarrist Benny Rhynedance und Sänger Drew Hannah in Hollywood gegründet. Beide stammen ursprünglich aus der Musikszene von Seattle und zogen 1986 nach Los Angeles, wo sie mit ihrer Band Rogue die Regeln des berüchtigten Pay-To-Play-Systems kennenlernten. Als sie 1988 den Neuanfang wagten, verpflichteten sie mit Brent Woods von der Pop-Band Alrisha einen zweiten Gitarristen. Bassist Kenny Hillary wurde schnell durch Marc Simon, Bassist der L.A.-Glam-Veteranen St. Valentine, ersetzt. Als Schlagzeuger war Johnny Dean mit an Bord, er machte nach einiger Zeit allerdings für Jimmy Darby, den Ex-Drummer von NRG, Platz. Mit diesem stabilen Line-up begann die Band ihren Angriff auf Hollywood. Schnell wurden sie zu Lieblingen des Sunset Strip sowie zur Hausband im renommierten Club Whiskey a Go Go an den Montagabenden. Bis 1990 erspielten sich die Young Gunns einen Ruf als exzellente Liveband. Als sie die bekannten Clubs wie The Roxy, Gazzarri’s, Xposeur 54 und Spice ausverkauften und auf den Covern der wichtigsten L.A.-Rockmagazine gelandet waren, wurden schließlich die ersten Plattenfirmen auf die Band aufmerksam, allerdings auch eine Filmkompanie, die die Rechte an einem Film selben Namens (mit Emilio Estevez in der Hauptrolle) besaß und mit einer Klage drohte, sollten sie weiterhin unter diesem Namen agieren. So kam Wildside, ein Titel eines Mötley-Crüe-Songs ins Spiel. Im August 1990 unterschrieben WildSide schließlich bei Capitol Records, die sich zuvor einen Wettkampf mit Polygram lieferten. Capitol erhielt den Zuschlag und nahm die Band für 1,8 Millionen Dollar und fünf Alben unter Vertrag. Das war das teuerste Signing einer Hollywood-Rockband seit W.A.S.P. im Jahr 1983. Mit dem Led-Zeppelin-Produzenten Andy Johns begannen WildSide die Aufnahmen im Geheimen in Eddie Van Halens eigenem Homestudio sowie den renommierten A&M Studios in Hollywood. Steve Thompson und Michael Barbierio, die auch schon für Guns N’ Roses’ Millionenseller Appetite for Destruction an den Reglern saßen, mixten das Debütalbum der Band. Capitol Records hatten sich einen ausgeklügelten Marketingplan zurechtgelegt, mit dem sie WildSide pushen wollten.

### Das erste Album und die Tour
Im Januar 1992 ging die Band mit The Four Horsemen auf Tour. Als Under The Influence im Mai 1992 erschien, befand sich die Rockszene allerdings in einem Umbruch. Rohe, unpolierte Sounds waren nun gefragt. Bands wie Nirvana oder Pearl Jam lösten die Hair-Metal-Bands ab. MTV spielte deren Videos nicht mehr und die Radiosender die Singles. Under The Influence wurde am 22. Mai ohne großes Aufsehen veröffentlicht. Capitol Records setzte in der veränderten Musiklandschaft mittlerweile auf Blind Melon, die ihr nächstes großes Ding werden sollten.
Nach der Veröffentlichung des Albums schloss sich die Band mit Babylon A.D. und Roxy Blue für ein Summer Package zusammen. Während der Tour stiegen die Verkäufe, so dass WildSide von Januar bis März 1993 ihre eigene Headliner-Tournee durch Amerika starteten. Etwa 50.000 verkaufte Alben und eine eigene Headliner-Tour – das war der größte Erfolg, den die Band in ihrer Karriere verzeichnen konnte.

### Veränderungen
Im Herbst 1993 wechselte bei Capitol das Management und WildSide wurden aus ihrem fünf Alben umfassenden Vertrag entlassen. Gitarrist Brent Woods verließ die Band im Oktober, um bei Vince Neils Soloprojekt als Ersatz für Steve Stevens einzusteigen. Woods spielte auf dem 1995 erscheinenden Album Cast In Stone, welches ebenfalls floppte. Als Ersatz für Woods fand die Band den ehemaligen Graveyard-Train-Gitarristen Bruce Draper. Die Band tourte weiter ins Jahr 1994, bevor Sänger Drew Hannah im März 1994 nach Australien zog. Nach seiner Rückkehr gab Benny Rhynedance seinen Ausstieg bekannt. Mit Draper als alleinigem Gitarristen spielten WildSide 1995 ihr selbstbetiteltes zweites Album ein. Die Band war mittlerweile bei T.N.T. Records unter Vertrag und das Album wies eine starke Grunge-Schlagseite auf. Die Albumverkäufe liefen schlecht und die meisten alten Fans waren geschockt über den Stilbruch. Es dauerte nicht lange, bis sich die Band auflöste und die verbliebenen Mitglieder wieder regulären Jobs nachgingen. So gründete z. B. Sänger Drew Hannah seine eigene Porno-Produktionsfirma.

### Reunion
Im Herbst 2004 erschien via RLS Records eine Ansammlung unveröffentlichter Songs, Demos und Livematerial, die den Titel The Wasted Years trägt. Parallel dazu reformierten sich WildSide und spielten in Originalbesetzung – allerdings ohne Benny Rhynedance als zweiten Gitarristen – einige Shows in den USA. Auf der CD ist auch der ursprünglich für das Debütalbum eingespielte Song Crash Diet enthalten, ein Cover eines unveröffentlichten Guns-N’-Roses-Songs.

## Diskografie

### Studioalben
- 1992 Under The Influence
- 1995 Wildside
- 2004 The Wasted Years (Outtakes, Demos, Livesongs)

### Singles & EPs
- 1992 Hang On Lucy